# 英年
何英年（19世纪？—1901年），又稱英年，字菊儕，清朝官员，内务府汉军正白旗人，官至侍郎。庚子拳亂時支持義和團殺害外國人，八國聯軍時隨慈禧太后西逃，於《辛丑和約》第二條被指為戰犯應予賜死，後自盡。

## 簡介
貢生出身，考取內務府筆帖式，升任內務府郎中。
光绪十七年（1891年），任護軍參領。光绪十九年，任奉宸苑卿。后署工部右侍郎，任滿洲繙譯鄉試副考官。光绪二十年，任工部右侍郎、京營左翼總兵。
光绪二十一年，查勘惠陵河道泊岸等處應修工程。次年，辦理皇帝本生母醇賢親王嫡福晉葉赫那拉氏喪事、摉捕東陵樹株松蟲。光绪二十三年，任勘估東陵應修各工。光绪二十四年，照料德國親王來京地面彈壓事宜。光绪二十四年，任正紅旗漢軍副都統。光绪二十六年，任工部左侍郎、戶部左侍郎。
庚子拳亂中，随载勋等與攻打使馆，八国联军陷京师，随慈禧太后、光绪皇帝逃往西安，任行在查營大臣、稽查買賣街事務、左都御史。
《辛丑条约》议定，各国要求惩办祸首，羁西安狱，旋命自盡。